# Славнефть
ВАТ НГК Славнефть — російська нафтова компанія. За рівнем нафтовидобутку займає восьме місце у РФ. Частка Славнефти »в загальному обсязі видобутої в Росії нафти становить 2,9%. Основне нафтопереробне підприємство компанії - ВАТ «Славнефть-Яносом» (Яносом) - займає четверте місце серед російських НПЗ за обсягом переробки вуглеводневої сировини й третє місце по виробництву моторних палив.. Частка Яносом в загальному обсязі переробляється в Росії нафти становить 5,4% (за підсумками 2015 року).
Повне найменування - Товариство з обмеженою відповідальністю «Нафтогазова компанія «Славнефть». Штаб-квартира в Москві.